# Hydrotaea diabolus
Hydrotaea diabolus este o specie de muște din genul Hydrotaea, familia Muscidae. A fost descrisă pentru prima dată de Harris în anul 1780. Conform Catalogue of Life specia Hydrotaea diabolus nu are subspecii cunoscute.

## Galerie

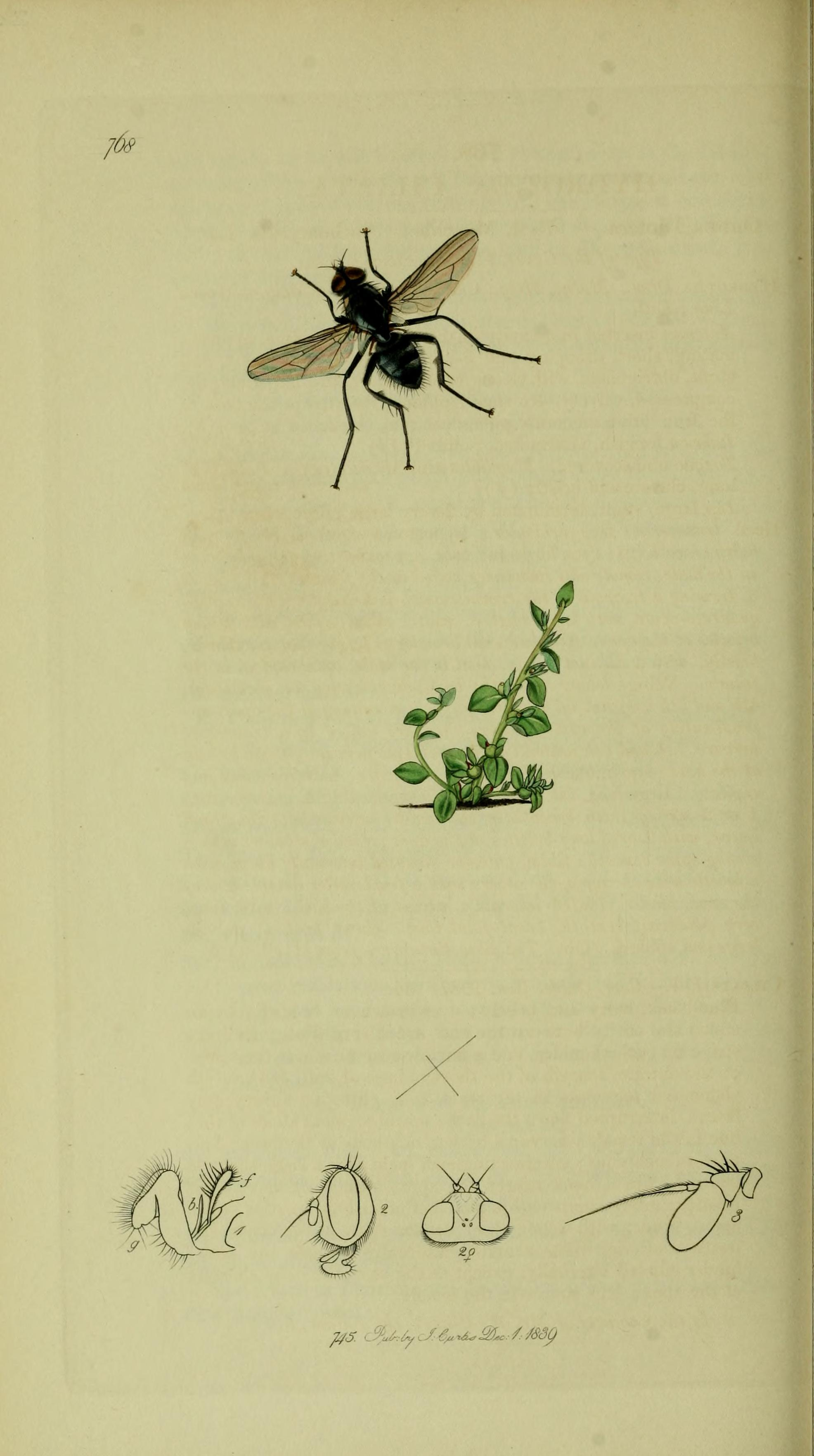